# Улица Карла Маркса (Тамбов)
У́лица Ка́рла Ма́ркса — самая длинная улица города Тамбова.
Застройка улицы началась в XVIII веке. Первоначально состояла из двух частей: Долгой и Кадетской улиц (из-за размещенного здесь дворянского кадетского корпуса). 21 октября 1918 года исполкомом городского Совета принято решение об их объединении и присвоении новой улице имени Карла Маркса.

## Объекты на улице
- д. 83 — Дом жилой. Объект культурного наследия[1].
- д. 115 — Дом жилой. Объект культурного наследия[2].
- д. 132 — управление Федерального Казначейства по Тамбовской области
- д. 142/10 — Здание гостиницы «Европейская». Объект культурного наследия[3].
- д. 147/8 — Дом жилой. Объект культурного наследия[4].
- д. 152/7 — Дом Болховитянова. Объект культурного наследия[4].
- д. 153 — Здание Носовского городского приюта для мальчиков. Объект культурного наследия[5]. В здании расположен магазин «Детский мир».
- д. 154 — Дом жилой. Объект культурного наследия[6].
- д. 161 — Дом жилой. Объект культурного наследия[7].
- д. 162 — Дом жилой. Объект культурного наследия[8].
- д. 168 — Дом жилой. Объект культурного наследия[9].
- д. 175 — Дом жилой. Объект культурного наследия[10].
- д. 264/365 — 3-я городская больница.
- д. 259 — ТОГАОУ СПО «Педагогический колледж г. Тамбова».

## Транспорт
До Интернациональной улицы:
- автобус № 23

После Октябрьской улицы:
- автобус № 17